# Nemorilla tristis
Nemorilla tristis là một loài ruồi trong họ Tachinidae.